# Prince (piosenka)
PRINCE – piosenka wydana przez zespół Versailles 13 września 2008 roku do pobrania za darmo na ich stronie internetowej jako "dar dla fanów za wspieranie ich przez tak długi czas". Była ona również dodana jako bonusowy utwór do reedycji pierwszego albumu Noble. Piosenka znajduje się również na ich kolejnym singlu, PRINCE & PRINCESS, choć z nowym wstępem.

## Lista utworów
| Nr | Tytuł    | Autorzy tekstów | Muzyka          | Czas |
| -- | -------- | --------------- | --------------- | ---- |
| 1. | "PRINCE" | Kamijo          | Kamijo & Hizaki | 4:56 |